# Corpo e anima (film 2017)
Corpo e anima (Testről és lélekről) è un film drammatico del 2017 scritto e diretto da Ildikó Enyedi, al suo ritorno dietro la macchina da presa dopo Simon mágus del 1999.
È stato proiettato in anteprima alla 67ª edizione del Festival di Berlino, dove si è aggiudicato l'Orso d'oro, il premio della giuria ecumenica e il Premio FIPRESCI. Nel 2018 è stato designato dall'Academy come film rappresentante il cinema ungherese e candidato per l'Oscar al miglior film straniero.

## Trama
Endre e Mária lavorano nello stesso mattatoio industriale alla periferia di Budapest; lui come direttore amministrativo, lei come nuova responsabile del controllo di qualità. Mária è impopolare al lavoro per il suo comportamento autistico e la eccessivamente rigida applicazione dei regolamenti sulla qualità della carne. Endre, cinquantenne con un braccio paralizzato, è incuriosito da Mária, molto più giovane di lui, ma i suoi tentativi di fare amicizia con la nuova arrivata non hanno successo poiché la donna si sente a disagio nell'interazione sociale e reagisce con modi aspri.
Il macello è sotto inchiesta per un furto dall'inventario, perciò viene assunta la psicologa Klára col compito di eseguire test di personalità sui lavoratori e scoprire il colpevole. Ai lavoratori vengono poste varie domande, compreso ciò che hanno sognato la notte prima. Quando Endre e Mária riferiscono entrambi lo stesso sogno (sognano di essere una coppia di cervi, maschio e femmina, in una foresta calma e innevata), Klára presume che si stiano prendendo gioco di lei. Venuti a sapere della strana coincidenza, sebbene inizialmente scettici, Endre e Mária decidono di non ignorare l'intimità che li lega nei loro sogni e, per quanto il comportamento disturbato di Mária allontani temporaneamente Endre, alla fine formano uno stretto legame superando la difficoltà di ricreare nella realtà l'armonia dei sogni.

## Produzione
Secondo quanto dichiarato dalla regista Ildikó Enyedi, il film è nato «dal desiderio di parlare della mia visione della condizione umana e delle nostre scelte di vita... sentivo la necessità di raccontare una storia d'amore passionale e travolgente nel modo meno passionale e spettacolare possibile». Il punto di partenza per la sceneggiatura sono stati quattro versi di una poesia dell'autrice ungherese Ágnes Nemes Nagy:
«Essendo io stessa abbastanza taciturna», prosegue Ildikó Enyedi, «conosco tutto ciò che può dissimularsi dietro un volto perfettamente liscio, infinite sofferenze, aspirazioni e passioni, in una parola l'eroismo del quotidiano. Percorrendo le vie, osservo i passanti e sono cosciente che anche il viso più noioso, più stupido e più disgraziato possa nascondere delle meraviglie. Di conseguenza, volevo evocare quella situazione dove nulla è visibile ad occhio nudo, mentre ci sono tante cose da scoprire all'interno».

### Il cast
La protagonista del film, l'attrice slovacca Alexandra Borbély, è conosciuta soprattutto come interprete teatrale ed è al suo primo ruolo da protagonista in un lungometraggio. «Il film mostra la notevole ampiezza della sua performance», ha dichiarato Ildikó Enyedi, «nella vita reale e soprattutto nei suoi ruoli, Alexandra Borbély è un'esuberante, estroversa, dinamica, calda e sexy giovane donna. Non so perché ho pensato che fosse quella giusta, forse perché ho una grande fiducia nel suo talento. Penso che non sia solo un'attrice molto brava, è una delle poche grandi attrici. Ha dovuto immergersi in profondità in se stessa e creare questa Mária da dentro. È stato unico per me vedere come lavora». L'attrice è legata sentimentalmente a Ervin Nagy, che nel film interpreta il ruolo di Sanyi.
Géza Morcsányi, alla sua prima prova da attore nel ruolo del co-protagonista Endre, è un drammaturgo, traduttore e docente universitario, nonché il direttore della casa editrice ungherese Líra Könyv Zrt. «È una persona forte e carismatica che ha molto in comune con Endre», ha detto la regista, «l'educazione, l'integrità, l'umorismo asciutto, una grande personalità. Ha tutto ciò che serve per rendere questo maturo uomo paralizzato, che ha lavorato tutta la vita in un posto così poco affascinante, il nostro eroe».

## Distribuzione
Dopo l'anteprima del 10 febbraio 2017 al Festival di Berlino, il film è stato distribuito in Ungheria a partire dal successivo 2 marzo e in seguito è stato proiettato in numerose altre manifestazioni internazionali. In Italia è uscito il 4 gennaio 2018, distribuito dalla Movies Inspired

### Date di uscita
- Ungheria (Testről és lélekről) – 2 marzo 2017
- Turchia (Beden ve Ruh) – 21 aprile 2017
- Hong Kong (On Body and Soul) – 17 agosto 2017
- Germania (Körper und Seele) – 21 settembre 2017
- Regno Unito (On Body and Soul) – 22 settembre 2017
- Svezia (Om själ och kropp) – 22 settembre 2017
- Russia (О теле и душе) – 12 ottobre 2017
- Norvegia (Om kropp og sjel) – 20 ottobre 2017
- Francia (Corps et âme) – 25 ottobre 2017
- Spagna (En cuerpo y alma) – 27 ottobre 2017
- Danimarca (Med krop og sjæl) – 2 novembre 2017
- Taiwan (On Body and Soul) – 24 novembre 2017
- Corea del Sud (On Body and Soul) – 30 novembre 2017
- Malaysia (On Body and Soul) – 7 dicembre 2017
- Grecia (Η ψυχή και το σώμα) – 14 dicembre 2017
- Paesi Bassi (On Body and Soul) – 14 dicembre 2017
- Estonia (On Body and Soul) – 15 dicembre 2017
- Brasile (Corpo e Alma) – 21 dicembre 2017
- Portogallo (Corpo e Alma) – 21 dicembre 2017
- Israele (Al gouf va'nefesh) – 28 dicembre 2017
- Finlandia (Kosketuksissa) – 29 dicembre 2017
- Italia (Corpo e anima) – 4 gennaio 2018
- Polonia (Dusza i ciało) – 26 gennaio 2018
- Stati Uniti (On Body and Soul) – 2 febbraio 2018
- Giappone (心と体と) – 14 aprile 2018
- Bulgaria (За тялото и душата) – 18 maggio 2018

### Festival internazionali
- Festival internazionale del cinema di Berlino – 10 febbraio 2017
- Hong Kong International Film Festival – 20 aprile 2017
- Jeonju International Film Festival – 27 aprile 2017
- Hungarian Film Spring (Varsavia) – 27 aprile 2017
- Sydney Film Festival – 14 giugno 2017
- Lubuskie Film Summer – 28 giugno 2017
- Festival cinematografico internazionale di Mosca – 28 giugno 2017
- Golden Apricot Yerevan International Film Festival – 10 luglio 2017
- Odesa International Film Festival – 16 luglio 2017
- Film and Art Festival Two Riversides – 30 luglio 2017
- New Horizons Film Festival – 6 agosto 2017
- Sarajevo Film Festival – 13 agosto 2017
- Brisbane International Film Festival – 18 agosto 2017
- Norwegian International Film Festival – 20 agosto 2017
- Podlasie Slow Fest – 1 settembre 2017
- Toronto International Film Festival – 7 settembre 2017
- Zurich Film Festival – 29 settembre 2017
- Festival internazionale del cinema di Rio de Janeiro – 6 ottobre 2017
- Haifa International Film Festival – 6 ottobre 2017
- Film Fest Gent – 16 ottobre 2017
- Philadelphia Film Festival – 21 ottobre 2017
- Leiden International Film Festival – 30 ottobre 2017
- Festival internazionale del cinema di Salonicco – 2 novembre 2017
- Los Cabos International Film Festival – 10 novembre 2017
- Ljubljana International Film Festival – 10 novembre 2017
- Scanorama Film Festival Vilnius – 12 novembre 2017
- AFI Fest – 12 novembre 2017
- Golden Horse Film Festival – 13 novembre 2017
- Camerimage – 17 novembre 2017
- Tbilisi International Film Festival – 4 dicembre 2017
- Palm Springs International Film Festival – 5 gennaio 2018
- Bengaluru International Film Festival – 26 febbraio 2018

## Accoglienza

### Incassi
Complessivamente il film ha incassato oltre 2 milioni di dollari, di cui oltre 650.000 in Ungheria. In Italia ha riportato un incasso di 213.160 dollari (circa 184.000 euro).
- Ungheria – 659522 $
- Francia – 340561 $
- Grecia – 268333 $
- Paesi Bassi – 238529 $
- Italia – 213160 $
- Spagna – 86662 $
- Corea del Sud – 69145 $
- Russia – 62841 $
- Romania – 57526 $
- Norvegia – 30488 $
- Australia – 19959 $
- Turchia – 18955 $
- Finlandia – 15495 $
- Regno Unito – 12196 $
- Lituania – 11339 $
- Portogallo – 10615 $
- Bulgaria – 5641 $
- Repubblica Ceca – 4125 $
- Slovacchia – 3296 $
- Islanda – 1290 $

### Critica
Il film ha ottenuto soprattutto recensioni positive da parte della critica. Il sito Rotten Tomatoes riporta il 91% di recensioni professionali con giudizio positivo e un voto medio di 7,4 su 10, mentre il sito Metacritic assegna al film un punteggio di 77 su 100 basato su 10 recensioni.
- Kevin Maher, The Times – «È un film inquietante, con il sangue, i sogni e i cervi, ma mai intenzionalmente oscuro. Solo un po' destabilizzante, come la vita».[9]
- Chuck Bowen, Slant Magazine – «La fusione di romanticismo, commedia, ultra-violenza e commento politico di Corpo e anima ha la logica di un sogno lucido».[10]
- Edward Porter, The Sunday Times – «Il film di Ildikó Enyedi diventa un eccentrico sogno ad occhi aperti sulle forze di attrazione e le difficoltà che possono tenere separate le persone».[11]
- Geoffrey Macnab, The Independent – «Il film è magnificamente interpretato dai due protagonisti e ha una qualità meravigliosamente pungente e disturbante che non troverete mai in nessuna commedia romantica di Hollywood».[12]
- Jordan Mintzer, The Hollywood Reporter – «Una storia insolita e intensa di sessualità frustrata che ci mette un po' troppo ad arrivare al punto... Costruendo la sua narrativa attorno a due interpretazioni impeccabili che cedono a sprazzi di umorismo in mezzo a un profondo sentimento di desiderio umano, a volte Ildikó Enyedi si diletta troppo nei suoi ritratti della solitudine moderna senza approfondire il tema».[13]
- Guy Lodge, Variety – «Una storia d'amore disadattata, decisamente eccentrica ma a tratti sbalorditiva, che segna un singolare ritorno alla regia per l'ungherese Ildikó Enyedi dopo 18 anni».[14]
- Jonathan Romney, Screen International – «Delicate intuizioni psicologiche, una forte firma estetica e le performance misurate ed emozionanti di Alexandra Borbély e Géza Morcsányi superano ogni intimità, oltre ad occasionali accenni di ricercatezza».[15]
- Roger Moore, Movie Nation – «Corpo e anima non è così lineare nel suo stile narrativo né orientato ad un risultato nella trama come potrebbe esserlo un film hollywoodiano o europeo. Ecco perché l'Oscar al miglior film in lingua straniera è così prezioso. Insiste sul fatto che gli spettatori almeno facciano un tentativo di vedere il mondo con gli occhi di un'altra cultura attraverso film impegnativi».[16]
- Patrick Gamble, CineVue – «C'è una precisione misurata, quasi clinica, nel modo in cui è girato Corpo e anima che, pur in armonia con la grande fragilità di Mária e il terribile bisogno di affetto, impedisce al film di arrivare davvero a destinazione».[17]

## Riconoscimenti
- 2017 – Festival internazionale del cinema di Berlino
Orso d'oro a Ildikó Enyedi
Premio della giuria ecumenica (concorso) a Ildikó Enyedi e Inforg-M&M Film
Premio FIPRESCI (concorso) a Ildikó Enyedi
Premio dei lettori del Berliner Mongerpost a Ildikó Enyedi e Inforg-M&M Film
- 2017 – European Film Awards
Miglior attrice a Alexandra Borbély
Candidatura per il miglior film a Ildikó Enyedi, Mónika Mécs, András Muhi e Ernö Mesterházy
Candidatura per il miglior regista a Ildikó Enyedi
Candidatura per la miglior sceneggiatura a Ildikó Enyedi
- 2017 – Camerimage
Rana d'oro (concorso) a Máté Herbai
- 2017 – Sydney Film Festival
Miglior film a Ildikó Enyedi
Candidatura al premio del pubblico al miglior lungometraggio a Ildikó Enyedi
- 2017 – Mumbai Film Festival
Audience Choice Award a Ildikó Enyedi
- 2017 – Awards Circuit Community Awards
Candidatura per il miglior film in lingua straniera
- 2017 – Philadelphia Film Festival
Candidatura per il miglior lungometraggio a Ildikó Enyedi
- 2017 – Haifa International Film Festival
Candidatura al Carmel Award per il miglior film internazionale a Ildikó Enyedi
- 2017 – Vukovar Film Festival
Candidatura al Golden Barge per il miglior film
- 2018 – Premio Oscar
Candidatura per il miglior film in lingua straniera
- 2018 – Hungarian Film Week
Miglior attrice a Alexandra Borbély
Miglior regista (sez. lungometraggi) a Ildikó Enyedi
Migliore sceneggiatura a Ildikó Enyedi
Miglior attrice non protagonista a Réka Tenki
Grand Prize al miglior film a Ildikó Enyedi, Mónika Mécs, András Muhi e Ernö Mesterházy
- 2018 – International Cinephile Society Awards
Miglior film non distribuito nel 2017
- 2018 – Portland International Film Festival
Premio del pubblico Best of Masters Sidebar a Ildikó Enyedi
- 2018 – Sofia International Film Festival
Premio Silver Sea-Gull per il miglior film a Ildikó Enyedi
- 2018 – American Society of Cinematographers
Candidatura allo Spotlight Award a Máté Herbai
- 2018 – Palm Springs International Film Festival
Candidatura al Premio FIPRESCI per il miglior film straniero a Ildikó Enyedi

## Colonna sonora
Nel film sono presenti brani di Adam Balazs e Kálmán Oláh (El Camino de la Mente Oculta, Nocturne), Gábor Veres (Watch My Dying), Pixa e Kis Grofo (Bulibáró), della band ungherese Apostol (Nem Tudok Elni Nelkuled) e della cantautrice britannica Laura Marling (My Manic & I, What He Wrote).